# Julia Pawlowicz
Julia Magdalena Pawlowicz, née en 1980 en Pologne, est une écrivaine et enseignante québécoise d'origine polonaise.

## Biographie
D’origine polonaise, elle a étudié la littérature à l’Université McGill, où elle a consacré son mémoire de M.A. soutenu en 2004 à Patrick Modiano et enseigne aujourd’hui la littérature au Cégep Édouard-Montpetit (Campus de Longueuil). Elle a illustré et publié des romans pour la jeunesse, ainsi que des nouvelles dans Virages, Jet d’Encre, Art le Sabord et Mœbius.